# Christian Van Thillo
Christian Van Thillo (Antwerpen, 25 maart 1962) is een Belgisch ondernemer. Hij is Executive Chairman van DPG Media, een leidend mediabedrijf in Vlaanderen en Nederland met lokale aanwezigheid in Denemarken. De familie Van Thillo is nog steeds de belangrijkste aandeelhouder van DPG Media. Hij is tevens voorzitter van de European Publishers Council, de Europese belangenvereniging van uitgevers. 

## Levensloop
Christian Van Thillo is een zoon van ondernemer Ludo Van Thillo en neef van Herman Van Thillo, voormalig senator en voorzitter van de bank Spaarkrediet.
Hij studeerde in 1986 af als licentiaat in de rechten aan de Katholieke Universiteit Leuven en volgde nadien een MBA-opleiding aan de Duke University in de Verenigde Staten. Tijdens zijn studententijd in Leuven was hij lid van studentenclub Lange Wapper. 
Hij is getrouwd met Nathalie Van Reeth, een binnenhuisarchitecte die internationaal actief is. Samen hebben ze een dochter June.

### Carrière
In 1987 koopt de familie Van Thillo, toen al de uitgever van de magazines Joepie (1973) en Dag Allemaal (1984), 66% van de aandelen van het Vlaamse uitgeversbedrijf Hoste NV (uitgever van de krant Het Laatste Nieuws en magazine Blik). De uitgeverij, onder leiding van Ludo Van Thillo, investeert in datzelfde jaar, samen met acht andere aandeelhouders, in de Vlaamse Televisie Maatschappij dat de commerciële zender VTM op de buis brengt. 
Twee jaar later, in 1989, neemt Christian Van Thillo op 27-jarige leeftijd het roer over van zijn vader. In 1990 worden de overige aandelen van Hoste NV overgekocht en in 1993 wordt Hoste, samen met de uitgeverijen Edibel en Sparta, ondergebracht in De Persgroep. 
Onder leiding van Christian Van Thillo zet De Persgroep een groeiverhaal neer. In 2003 zet het bedrijf de eerste stappen op de buitenlandse markt, met de overname van de Nederlandse krant Het Parool. Later volgt ook het Britse Mecom, die de Nederlandse regionale groep Wegener en het Deense Berlingske Media in portefeuille heeft. Sindsdien geeft de onderneming in Nederland vier nationale kranten uit: Algemeen Dagblad, de Volkskrant, Trouw en Het Parool.
In 2005 bundelt de Persgroep de krachten met de Waalse mediagroep Groupe Rossel, om Editco te kunnen overnemen, de uitgever van de Franstalige zakenkrant l'Echo. Datzelfde jaar kopen de twee groepen ook Uitgeverij De Tijd, uitgever van de zakenkrant De Tijd, de Vlaamse evenknie van l'Echo. Editco en Uitgeverij De Tijd fusioneren en worden Mediafin, waarbij De Persgroep en Groupe Rossel allebei 50 procent aandeelhouder zijn.
In 2017 koopt De Persgroep Roularta uit de VTM-moeder MEDIALAAN, waardoor het belang wordt verhoogd naar 100 procent. Tegelijkertijd verkoopt De Persgroep haar belang van 50 procent in Mediafin aan Roularta. Christian Van Thillo komt hierdoor aan het hoofd te staan van Medialaan - De Persgroep Publishing, het latere DPG Media. 
Het hoofdkantoor van DPG Media verhuist in 2019 naar Antwerpen waar News City het licht ziet, de grootste nieuwsredactie van België waar journalisten van onder meer Het Laatste Nieuws en VTM Nieuws de krachten bundelen. 
In maart 2020 geeft Christian Van Thillo de fakkel van CEO bij DPG Media door. Hij wordt opgevolgd door de Nederlander Erik Roddenhof, maar blijft wel actief bij de groep en legt zich als uitvoerend voorzitter van de groepsdirectie toe op de strategie, het overnamebeleid en de ontwikkeling van de mediamerken van de groep.
In datzelfde jaar realiseert DPG Media de overname van Sanoma Media Netherlands waardoor tal van magazines zoals Libelle, Margriet en Donald Duck maar ook de Nederlandse nieuwssite NU.nl toegevoegd worden aan het portfolio van DPG Media.
In 2021 betreedt DPG Media, samen met Groupe Rossel, de Franstalige mediamarkt en nemen ze samen RTL Belgium over. Onder andere de televisiezenders RTL-TVI, Club RTL en Plug RTL maken onderdeel uit van de deal, evenals radiozender Radio Contact. Op 31 maart 2022 wordt de overname definitief afgerond, en werden DPG Media en Groupe Rossel elk voor 50% aandeelhouder van RTL Belgium.

### Overige mandaten
Van Thillo is sinds 2014 voorzitter van de European Publishers Council, de Europese belangenvereniging van uitgevers. Hij was een van de stichtende leden van de vereniging die als doel heeft met een stem aan tafel te gaan met Europese beleidsmakers. De vereniging streeft naar een level playing field voor alle Europese spelers en strijdt tegen elke mogelijke vorm van marktvervalsing of mogelijke monopoliesituaties om zo de pluriformiteit van het Europese medialandschap voor de lange termijn te behouden.
Hij was bestuurder van het Duitse mediaconglomeraat Bertelsmann (2002-2005) en regent bij de Nationale Bank van België (2003-2008). In 2023 werd hij bestuurder van de holding Groupe Bruxelles Lambert.
Van Thillo is bestuurder van de vzw Kindergeluk.
Hij is samen met zijn vrouw eigenaar van een grensoverschrijdend Belgisch-Nederlands natuurgebied van ca. 400 hectare.